# 아마카스 마사히코

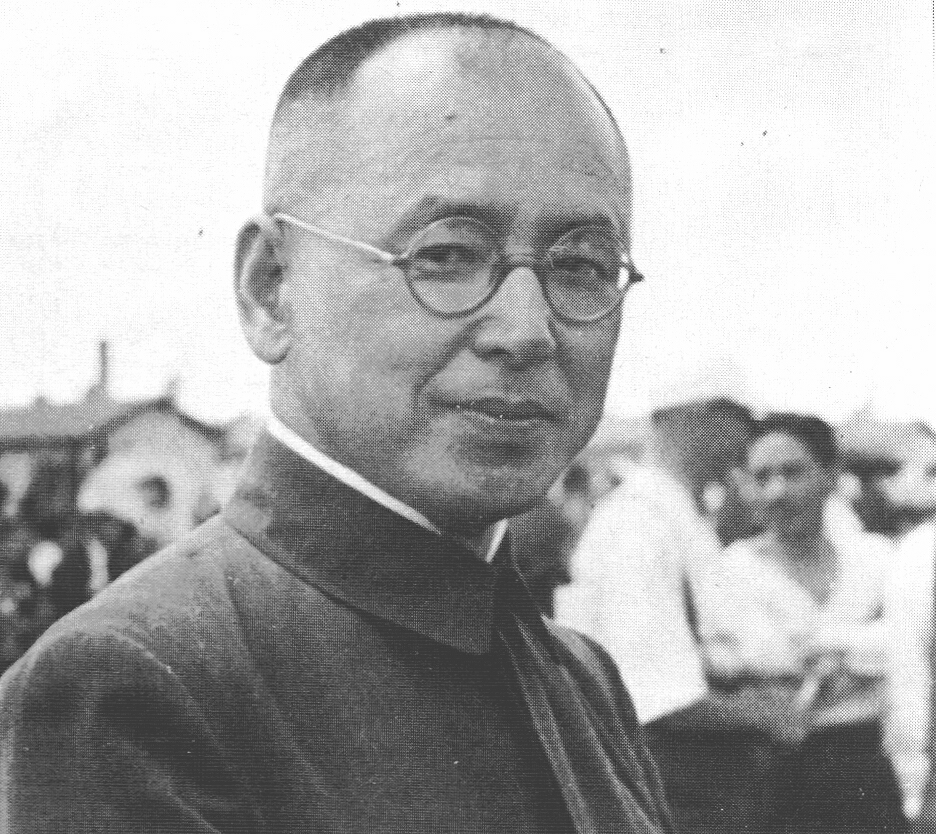
아마카스 마사히코 (1940년)

아마카스 마사히코(일본어: 甘粕正彦, 1891년 1월 26일 ~ 1945년 8월 20일)는 일본 제국의 육군 군인이었다.
1912년 일본 육군사관학교를 졸업하고 1918년부터 헌병대에서 복무했다. 헌병 대위 시절인 1923년 관동대지진 직후 좌익활동에 가담하던 오스기 사카에 등 3명을 헌병대 본부로 끌고가 살해한 아마카스 사건을 일으키고 징역 10년을 선고받았다.
1926년 가석방되어 프랑스에 유학하였다가 1930년 오카와 슈메이를 통해 만주로 건너가 만주사변과 만주국 건국에 관여했다. 이후 만주영화협회 이사장, 만주작곡가협회 고문 등을 맡으며 문화예술 공작에 참여하였다. 1945년 일본이 패전하고 소련이 만주국을 침공해오자 청산가리를 먹고 목숨을 끊었다.

## 같이 보기
- 관동군
- 사토미 하지메
- 하야후사 히데토
- 후루미 다다유키
- 요시오카 야스나오
- 오쓰카 유쇼
- 이시도 기요토모